# The Sky Crawlers: Innocent Aces
The Sky Crawlers: Innocent Aces (スカイ・クロラ イノセン・テイセス, Sukai Kurora: Inosen Teisesu) é um jogo eletrônico de simulação de combate aéreo desenvolvido pela Namco Bandai Games e Access Games e publicado pela Namco Bandai Games e Xseed Games. Foi lançado exclusivamente para Wii em outubro de 2008 no Japão, em janeiro de 2010 na América do Norte e em fevereiro na Europa.

## Recepção
O jogo tem múltiplos reviews.
A revista britânica NGamer deu à versão japonesa do jogo 88%. Nintendo Power deu nota 7 em 10. IGN deu nota 8.0. Hardcore Gamer Magazine avaliou como 3.5/5 afirmando que os jogadores provavelmente vão gostar da história e que "você vai se sentir como um piloto incrível assim que você for dizimando aviões e unidades básicas de bomba." Os dois revisores do vídeo game talk show australiano Good Game' deram ao jogo 3.5/10 e 4/10.